# John Dauth

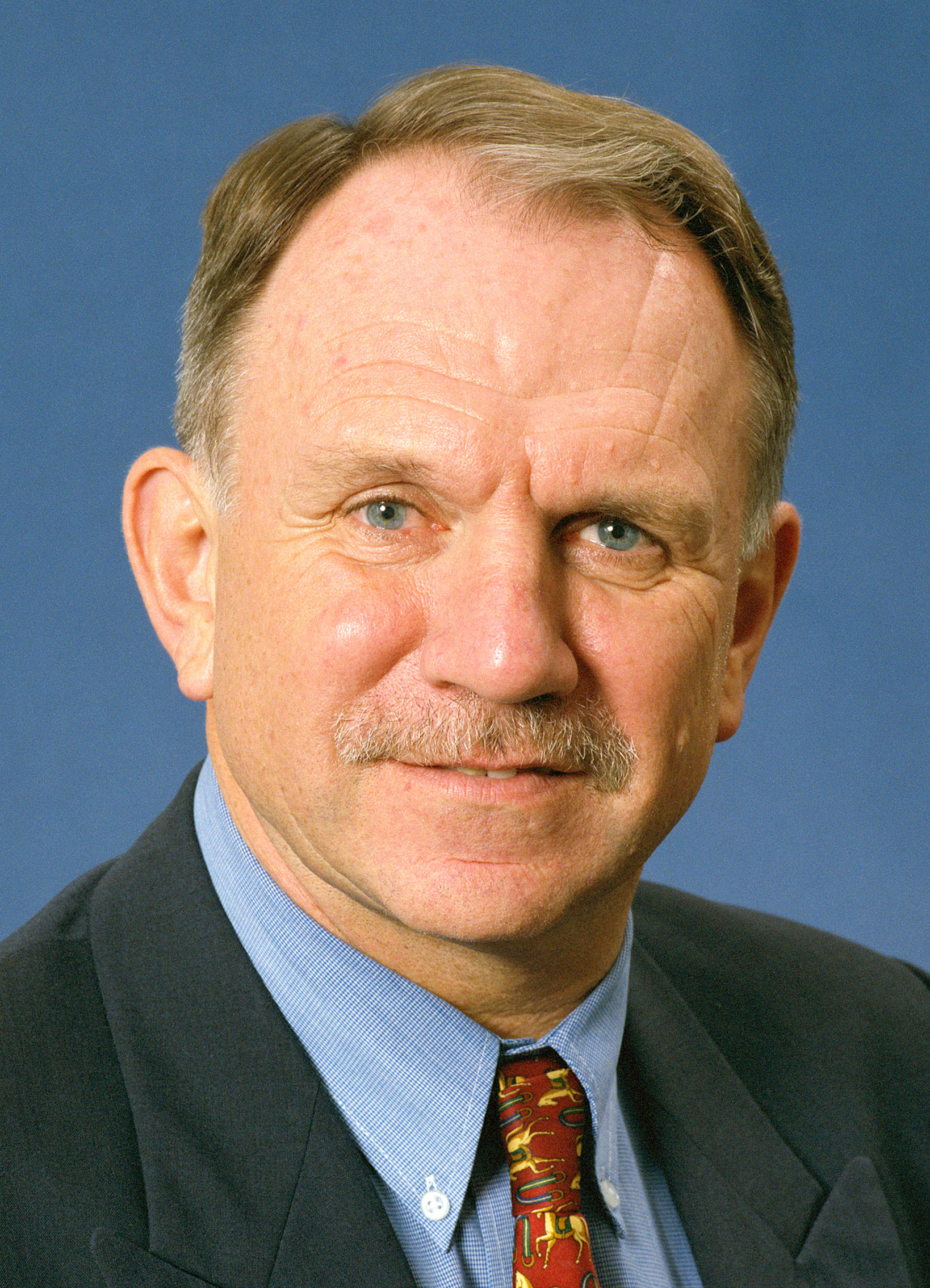
John Dauth

John Cecil Dauth AO LVO OBE (* 9. April 1947 in Brisbane) ist ein australischer Diplomat.
Dauth studierte an der University of Sydney und erhielt dort 1969 einen Bachelor of Arts. 1969 wurde er im australischen Außenministerium tätig. Sein erster Posten führte ihn nach Nigeria, wo er von 1970 bis 1972 erst Dritter und später dann Zweiter Sekretär an der australischen Botschaft in Lagos war. Von 1974 bis 1976 war er Erster Sekretär an der australischen Botschaft in Islamabad. Dauth wurde nun von 1977 bis 1980 vorübergehend in den Buckingham Palace versetzt, um dort als Assistant Press Secretary der Königin und Press Secretary des Prince of Wales zu arbeiten. Für seine Dienste wurde Dauth 1980 zum Lieutenant of the Royal Victorian Order ernannt. Nach seiner Rückkehr war er im Anschluss von 1980 bis 1982 Leiter der Commonwealth and Multilateral Organisations Section im australischen Außenministerium in Canberra. Während seiner weiteren diplomatischen Karriere fungierte Dauth von 1983 bis 1985 als Geschäftsträger an der australischen Botschaft in Teheran und war von 1986 bis 1987 Generalkonsul am australischen Generalkonsulat in Nouméa, der Hauptstadt des französischen Überseegebietes Neukaledonien. Nachdem er von der französischen Regierung zur persona non grata erklärt wurde, weil ihm Nähe zur kanakischen Unabhängigkeitsbewegung vorgeworfen wurde, musste Dauth Neukaledonien verlassen.
Zurück in Australien bekleidete er nun mehrere Posten im Außenministerium. So war er von 1987 bis 1989 Assistant Secretary in der Abteilung für Öffentlichkeitsarbeit, wurde danach von 1989 bis 1991 Stabschef des Außenministers Gareth Evans und arbeitete dann von 1991 bis 1993 als First Assistant Secretary in der International Security Division. Von 1996 bis 1998 war Dauth First Assistant Secretary der South and South-East Asia Division. Zwischen 1993 und 1996 war er Hochkommissar in Malaysia.
2001 wurde Dauth Ständiger Vertreter Australiens bei den Vereinten Nationen in New York City. Diesen Posten bekleidete er bis 2006, als er neuer Hochkommissar in Neuseeland wurde. 2008 wechselte er auf den Posten des Hochkommissars im Vereinigten Königreich und löste damit Richard Alston ab. 2013 wurde er von Mike Rann abgelöst.